# Teluk Nayang
Teluk Nayang is een bestuurslaag in het regentschap Rokan Hilir van de provincie Riau, Indonesië. Teluk Nayang telt 2702 inwoners (volkstelling 2010).